# Włochy na Letnich Igrzyskach Olimpijskich 1896
Włochy na Letnich Igrzyskach Olimpijskich 1896 były reprezentowane przez jednego zawodnika, startującego w strzelectwie. Przed startem został natomiast zdyskwalifikowany drugi z zawodników, startujący w maratonie.

## Strzelectwo
| Konkurencja      | Miejsce | Zawodnik           | Punkty   | Strzały  |
| ---------------- | ------- | ------------------ | -------- | -------- |
| Karabin wojskowy | –       | Giuseppe Rivabella | nieznany | nieznany |

## Lekkoatletyka
| Konkurencja     | Miejsce         | Zawodnik      |
| --------------- | --------------- | ------------- |
| Bieg maratoński | dyskwalifikacja | Carlo Airoldi |